# Колонизација Војводине 1945—1948.
Колонизацијом 1945–1948. се у Војводину населило 225.696 лица, од чега 162.447 Срба.
Област предвиђена за насељавање колониста из Босне и Херцеговине обухватала је 38 насеља: у Банату 29 насеља у срезовима Јашатомићком, Петровградском и Кикиндском, а у Бачкој 9 насеља у Бачкопаланачком срезу. До половине августа 1946. досељено је 12.208 породица. Међутим, насељавање колониста из Босне и Херцеговине у Војводину тада није престало, него је почетком 1947. продужено повећањем квоте насељеника.
Област предвиђена за насељавање колониста из Хрватске обухватала је 14 насеља у срезовима Сомборском, Апатинском и Оџачком. Од почетка септембра 1945. до краја априла 1946. досељено је 7.533 породице.
Област предвиђена за насељавање колониста из Централне Србије обухватала је Оџачки срез у Бачкој и територију бивших срезова Ковинског, Панчевачког, Вршачког и Алибунарског у Банату. До почетка септембра 1946. колонизовано је око 5000 породица, али је од колонизације одустало 2470 породица.
Област предвиђена за насељавање колониста из Црне Горе обухватала је насеља у срезовима Кула, Бачка Топола и Нови Сад. Истовремено са организованим насељавањем, текло је и стихијско које је промакло евиденцији Главне комисије за насељавање бораца. Постоје различити подаци о броју породица тада пресељених у Војводину. Никола Гаћеша је дошао до бројке од 6.236 породица.
У време колонизације Војводине 1945–1948. у месту Станишић, општина Сомбор, населио се највећи број колонистичких породица - 1070 (5430 чланова), затим у Кљајићеву (Крњаји) – 917, па у Пригревици 886, Бачком Брестовцу 864, Апатину 850, Бачком Грачацу 701, Чонопљи 550, Риђици 479, Колуту 428, Бајмоку 369, Сонти 147...